# Marcha Nacional Trans de Ecuador
La Marcha Nacional Trans de Ecuador, también conocida como la Marcha del Orgullo Trans de Ecuador, es una manifestación que se realiza de forma anual en varias ciudades de Ecuador en honor del Día Internacional de la Memoria Transgénero, así como para conmemorar el aniversario de la despenalización de la homosexualidad en el país, que tuvo lugar el 27 de noviembre de 1997.
La marcha se realiza cada año en noviembre. Su primera edición, realizada en 2020, contó con marchas simultáneas en Quito y Machala, además de una manifestación en Guayaquil. Para su tercera edición en Quito, la marcha reunía a centenares de asistentes.

## Historia
La primera Marcha Nacional Trans de Ecuador se realizó el 20 de noviembre de 2020, durante el Día Internacional de la Memoria Transgénero, y fue convocada por organizaciones LGBT para reclamar justicia, igualdad de derechos y protestar contra los casos de transfobia sufridos por miembros de la comunidad. En la ciudad de Quito, la marcha inició en la Plaza Foch y se desplazó hasta el edificio de la Fiscalía General del Estado. La misma contó con delegaciones de Santo Domingo, Guayaquil, Ambato, Riobamba, Loja, Cuenca y Esmeraldas.
De manera simultánea, se realizó otra marcha en la ciudad de Machala, que arrancó en el Parque de Los Héroes, recorrió la calle Rocafuerte y desembocó en el edificio de la Fiscalía de El Oro. En Guayaquil, por su lado, se realizó una manifestación en el Parque Centenario.
El 20 de noviembre de 2021 se realizó en Quito la segunda edición de la marcha, que culminó en el Parque La Alameda. El 27 de noviembre del mismo año, Guayaquil se unió por primera vez a la manifestación con una marcha.
La tercera edición de la manifestación se desarrolló el 19 de noviembre de 2022 en Quito y reunió a centenares de asistentes, con un recorrido que partió desde la Fiscalía General del Estado y llegó al Centro de Arte Contemporáneo. En Guayaquil se realizó una marcha por segunda vez, que tuvo lugar el 26 de noviembre de 2022 y un recorrido que empezó en la Plaza Rocafuerte y finalizó en las instalaciones de la Asociación Silueta X.